# چشم باد
چشم باد (به انگلیسی: Eye of the Wind) یک کشتی است که طول آن ۴۰٫۲۳ متر (۱۳۲ فوت) می‌باشد.